# Мейер, Керстин
Керстин Мейер (швед. Kerstin Meyer, полное имя Kerstin Margareta Meyer Bexelius; 1928—2020) — шведская оперная певица (меццо-сопрано) и концертная исполнительница.

## Биография
Родилась 3 апреля 1928 года в Стокгольме и была единственным ребёнком в семье Улофа и Анны Мейер; её отец и дед были музыкантами. Дед происходил из Польши и играл в симфонических оркестрах. После переезда в Швецию у него был музыкальный магазин и он давал уроки игры на музыкальных инструментах. Отец девочки играл на трубе и гастролировал с оркестром по Европе, а позже решил изготавливать скрипки для продажи в собственном магазине.
Хотя Керстин начала играть на пианино в шесть лет, она всегда хотела стать певицей. Она окончила Королевскую высшую музыкальную школу в Стокгольме в 1948 году и была студенткой оперной школы (Opera School) с 1950 по 1952 год. Также она училась у Андреевой фон Скилондз; на стипендию Кристин Нильссон обучалась в Зальцбурге, Риме и Вене. В начале 1950-х годов вместе с Буск Йонссон и Дейзи Шёрлинг она сформировала вокальную группу из трех певиц «Melody Girls», которая сделала несколько записей.
Дебют Керстин Мейер состоялся в Шведской Королевской опере в Стокгольме в 1952 году в роли Азучёны в опере Верди «Трубадур», а затем в заглавной роли в опере Бизе «Кармен» в новой постановке на шведском языке. Мейер покинула Стокгольм вскоре после того, как оба её родителя погибли в дорожно-транспортном происшествии в 1961 году, но вновь вернулась в столицу в конце 1960-х годов.
Её первые выступления за границей были на фестивале в Висбадене в 1956 году в составе Шведской королевской оперы. Также певица принимала участие в обоих визитах Королевской оперы для участия в Эдинбургском фестивале. Керстин Мейер была участницей Гамбургского оперного театра с 1958 по 1960 год и с 1964 по 1969 год. Одна из её самых важных ролей была в опере Глюка «Орфей и Эвридика», которую она исполняла несколько раз в стокгольмском Дроттнингхольмском придворном театре и на Ванкуверском международном фестивале 1959 года. Певица была задействована в сезоне 1959/1960 годов в Ла Скала в Милане, в роли Кармен в Метрополитен-опере, играла в Венской государственной опере, а также выступала под управлением Герберта фон Караяна. В 1960 году состоялся дебют Майер в Королевском оперном театре Ковент-Гарден в Лондоне, где она спела Дидону в опере Берлиоза «Троянцы» вместе с наряду с Джоном Виккерсом и Жозефиной Визи.
Её карьера также включала регулярные посещения других крупных оперных театров Европы, США, Австралии, Дальнего Востока и Америки. Много раз певица выступала на Променадных концертах в Лондоне. Она часто выступала в дуэтах с сопрано Элизабет Сёдерстрём. Она дала сольный концерт с пианистом Джеффри Парсонсом на Альдебургском фестивале 1976 года. Была солисткой меццо, исполняя третью симфонию Малера с оркестром Халле под управлением сэра Джона Барбиролли в 1969 году. Она также давала сольные концерты песен из Швеции, Испании и Франции, а также исполняла немецкие в Королевском театре в рамках Уэксфордского фестиваля оперы в 1977 году.
С 1984 по 1994 год Керстин Мейер работала в качестве ректора в Стокгольмской оперной академии. Её последнее появление на сцене было в роли мадам Армфельдт в мюзикле Стивена Сондхейма «Маленькая ночная музыка» в Опере Мальмё в 2013 году.
Мейер была замужем за шведским театральным деятелем Бьёрном Бекселиусом.
Умерла 14 апреля 2020 года в Стокгольме. Была похоронена на кладбище Bromma kyrkogård рядом с мужем.